# Donna che scrive una lettera
La Donna che scrive una lettera è un dipinto olio su tela (45x39,9 cm) di Jan Vermeer, databile al 1665 circa e conservato nella National Gallery of Art di Washington.

## Storia
Il dipinto è molto probabilmente quello citato nell'inventario dell'asta Dissius con numerose opere dell'artista, tenutasi ad Amsterdam il 16 maggio 1696: «una giovane dama che scrive, molto ben fatto, dello stesso [artista, Vermeer]; fiorini 63.0»
Sono stati ricostruiti i passaggi di proprietario in proprietario fin dal XVII secolo. Arrivò in America nel 1907 con J. Pierpont Morgan
La datazione si basa su motivi stilistici: alla fase matura degli anni sessanta rimandano alcune caratteristiche come l'essenzialità e l'ampio respiro nel trattamento di luce e colore, che fanno accostare l'opera alla serie di figure femminili solitarie.

## Descrizione e stile

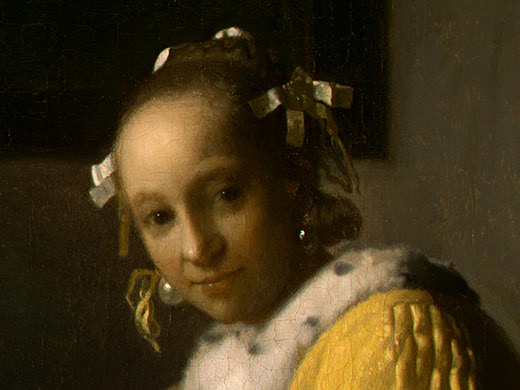
Dettaglio

In un interno borghese benestante in penombra, una giovane donna elegantemente abbigliata e pettinata sospende la scrittura di una lettera per rivolgere uno sguardo verso lo spettatore (o il pittore). Siede su una sedia intagliata con schienale coperto di pelle formata da borchie, e si appoggia a un tavolo coperto da un drappo blu. Un cofanetto con intarsi sta poggiato sul ripiano, dove si trova anche una collana di perle con nastro giallo e il foglio che la donna tiene fermo con la mano sisistra, mentre con la destra impugna una penna d'oca.
Indossa la casacca gialla bordata di ermellino che compare anche in altre opere del pittore (la Donna con collana di perle o la Suonatrice di liuto), e che dovette realmente appartenere alla moglie dell'artista (è segnalata tra i suoi beni in un inventario), la quale dev'essere qui la stessa modella, come sembra suggerire anche l'atmosfera di intimità.
Il motivo della scrittura fu trattato dall'artista in almeno altri due dipinti, la Fantesca che porge una lettera alla signora e la Donna che legge una lettera davanti alla finestra, ma non è infrequente nell'arte olandese del periodo: ne è un esempio la Donna che scrive una lettera di Gerard ter Borch (Mauritshuis, L'Aia), dove però il contenuto amoroso della lettera è palesato dalla presenza allusiva di un letto a baldacchino nella stanza. Vermeer invece spogliò l'ambiente di qualsiasi riferimento esplicito, concentrandosi sulla modella immersa in un'atmosfera calda e silenziosa.
Sulla parete di fondo si trova appeso una grande quadro in penobra, forse una natura morta.

## Omaggi e citazioni
Il dipinto ha un ruolo importante nel romanzo Vermeer e il codice segreto, di Blue Balliett. Nel libro il quadro (che viene chiamato "La donna che scrive") è stato rubato da un ladro apparentemente folle e dev'essere recuperato da Calder e Petra, i due protagonisti. Nel corso della storia si scopre che "la donna che scrive" non è solo un quadro, ma una persona reale, che si mette in comunicazione con Petra.